# Thermolyse (biologie)
Pour les articles homonymes, voir thermolyse.
La thermolyse représente les processus de thermorégulation physiologique utilisés par les organismes homéothermes afin de dissiper les surplus de chaleur et de maintenir et stabiliser leur température corporelle (37 °C pour l'Homme ; 38,9 °C pour le chien).
Dans la zone de neutralité thermique, la chaleur produite par le métabolisme compense exactement les pertes de chaleur par radiation (~35 %), convection (~37 %), conduction (~1 %), perspiration (sudation insensible ; ~24 %) et ingestion (~3 %).
En théorie, la zone de confort thermique (température ambiante pour laquelle l'organisme n'éprouve pas de sensation de chaud ou de froid) correspond à la zone de neutralité thermique (33 à 35 °C pour la surface entière du corps humain). Dans la vie courante, ces deux zones ne correspondent pas : le port de vêtements qui procure une isolation permet de maintenir une température cutanée relativement constante, autour de 30°C, lorsque la température ambiante n'est que de 18 à 20°C. Au-dessus de 32 °C, la température cutanée devient inférieure à la température ambiante[réf. souhaitée]. Les échanges par radiation et convection constituent alors un gain de chaleur pour l'organisme qui doit mettre en jeu des systèmes de thermolyse afin de garder la température interne à 37 °C. Chez l'homme, le seul système efficace de thermolyse est la sudation. L'évaporation d'un litre de sueur « emporte » avec elle 600 kcal de chaleur. Ce mécanisme est inefficace dans l'eau mais aussi dans les atmosphères saturées en humidité.
Il faut savoir que dans une ambiance chaude, il se produit une vasodilatation des vaisseaux, donc une hypotension et une augmentation du débit cardiaque. Les personnes ayant des problèmes cardiaques gèrent donc mal la thermolyse.